# Усольцев, Александр Павлович
Александр Павлович Усольцев (род. 22 января 1983, Магдебург, ГДР) — российский видеоблогер, лингвист, москвовед. Создатель, координатор и ведущий видеоблога «Moscowwalks» (Прогулки по Москве).

## Биография
Родился 22 января 1983 года в Магдебурге (ГДР).
В 2005 году окончил МГЛУ по специальности лингвист-переводчик (английский и немецкий языки).
С 2005 по середину 2010-х работал переводчиком и в различных компаниях — Стройтрансгаз, ThyssenKrupp Industrial Solutions, Nestle.
В середине 2000-х вместе с женой стал проводить экскурсии по разным необычным местам Москвы и создал сайт moscowwalks.ru.
В 2004 году Усольцев завёл блог в Живом журнале, где выкладывал личные фотографии интересных мест Москвы, которые ранее не попадали в классические путеводители по городу, делился интересными фактами о городе, найденными в архивах и библиотеках. В 2008 году стал тысячником Живого журнала. После того, как в середине 2010-х попал под сокращение на основной работе, полностью сконцентрировался на ведении собственного блога, который перешёл в видео-формат. Стал медийной персоной, участвовал в качестве спикера на Московском урбанистическом форуме и в телепередачах об истории Москвы. В 2013 году участвовал в программе Владимира Раевского «За обедом» на канале Москва-24. В 2018 году был соведущим с Александром Шумским в передаче «Городская среда» на радио «МоскваFM». Принимал участие в эфирах радио «Говорит Москва».

## Прогулки по Москве

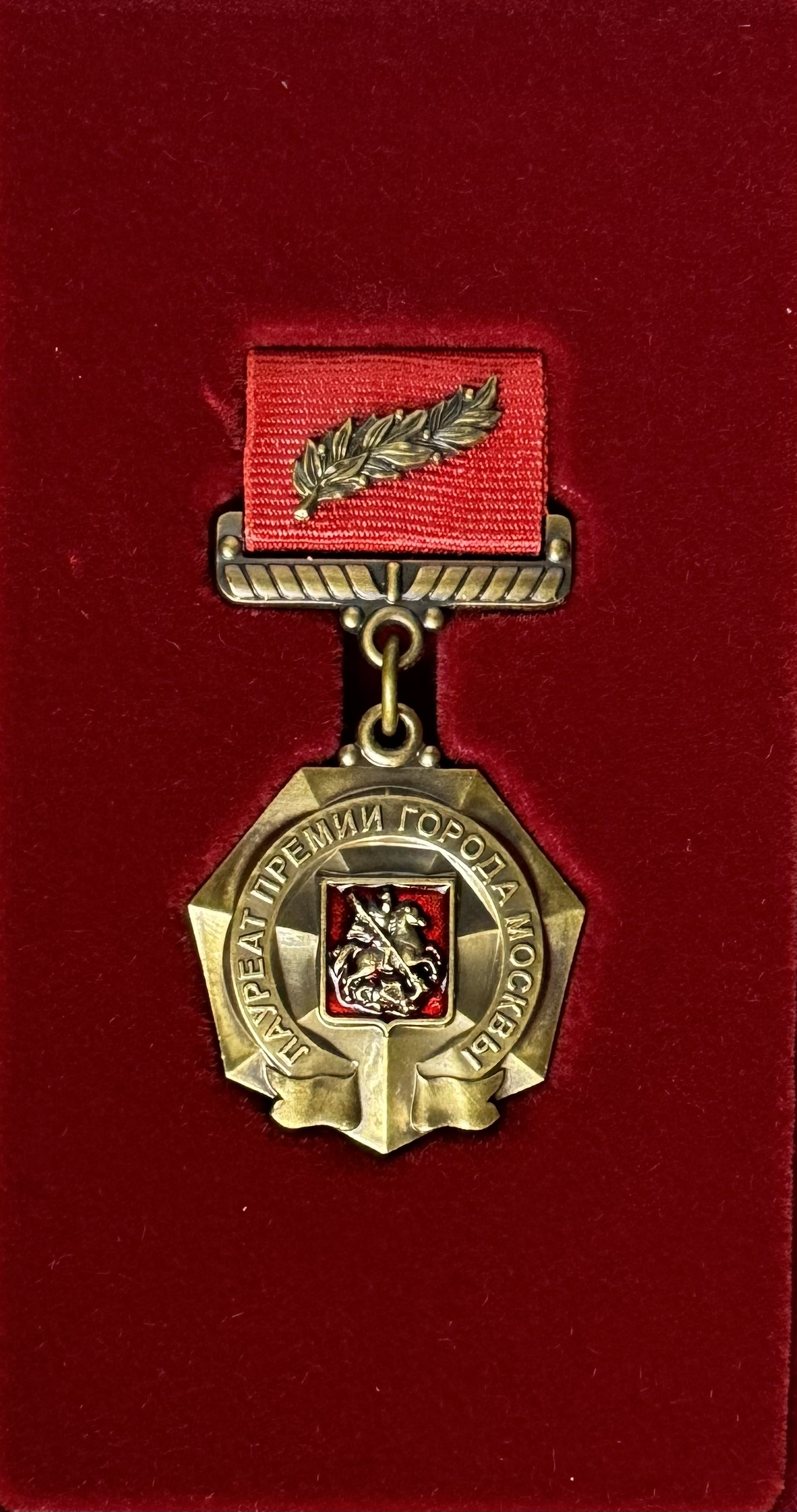
Почетный знак лауреата премии города Москвы

Сообщество «Moscowwalks» в Живом Журнале было создано в 2005 году Александром Усольцевым вместе с женой, а в 2006 году стало работать в формате блога на отдельном домене moscowwalks.ru. На сайте стала публиковаться различная информация, связанная с Москвой: новости, анонсы разных событий, краеведческие материалы, рассказы о традициях города, повествования об интересных москвичах, размещались статьи о городе и т. д. Впоследствии в рамках проекта Александр Усольцев стал проводить экскурсии по Москве, на каждую из которых поначалу приходило 20-25 человек. Со временем штат расширился и появилось 3 экскурсовода из-за востребованности экскурсий. К постоянному участию в проекте также подключился Александр Иванов.
Видеоблог на YouTube стал регулярно вестись Александром в 2017 году. На канале изначально публиковались видео разных типов — например, «10 фактов о…», рассказы о поездках по разным городам России, эксклюзивные съемки с интересных мест Москвы.
К началу 2020 года годовая выручка проекта достигла 3,7 млн рублей. 15 марта 2020 года Александр Усольцев провёл свою последнюю экскурсию, затем, после введения различных антиковидных мер, был вынужден полностью перейти в онлайн-формат. С середины марта 2020 года Усольцев стал ежедневно проводить «виртуальные прогулки по Москве», которые представляли собой тематические лекции самых разных тематик (например, про булгаковскую Москву, загадки московских названий, про город в зарубежном кино и пр.), которые выкладывались на канале Прогулок по Москве в YouTube. Во время своих лекций Усольцев показывал презентации со снимками, картами, архивными документами, яндекс-панорамами. Впоследствии блогер признался, что записывал свои видео из ванной комнаты, которая оказалась самым тихим местом в его доме.

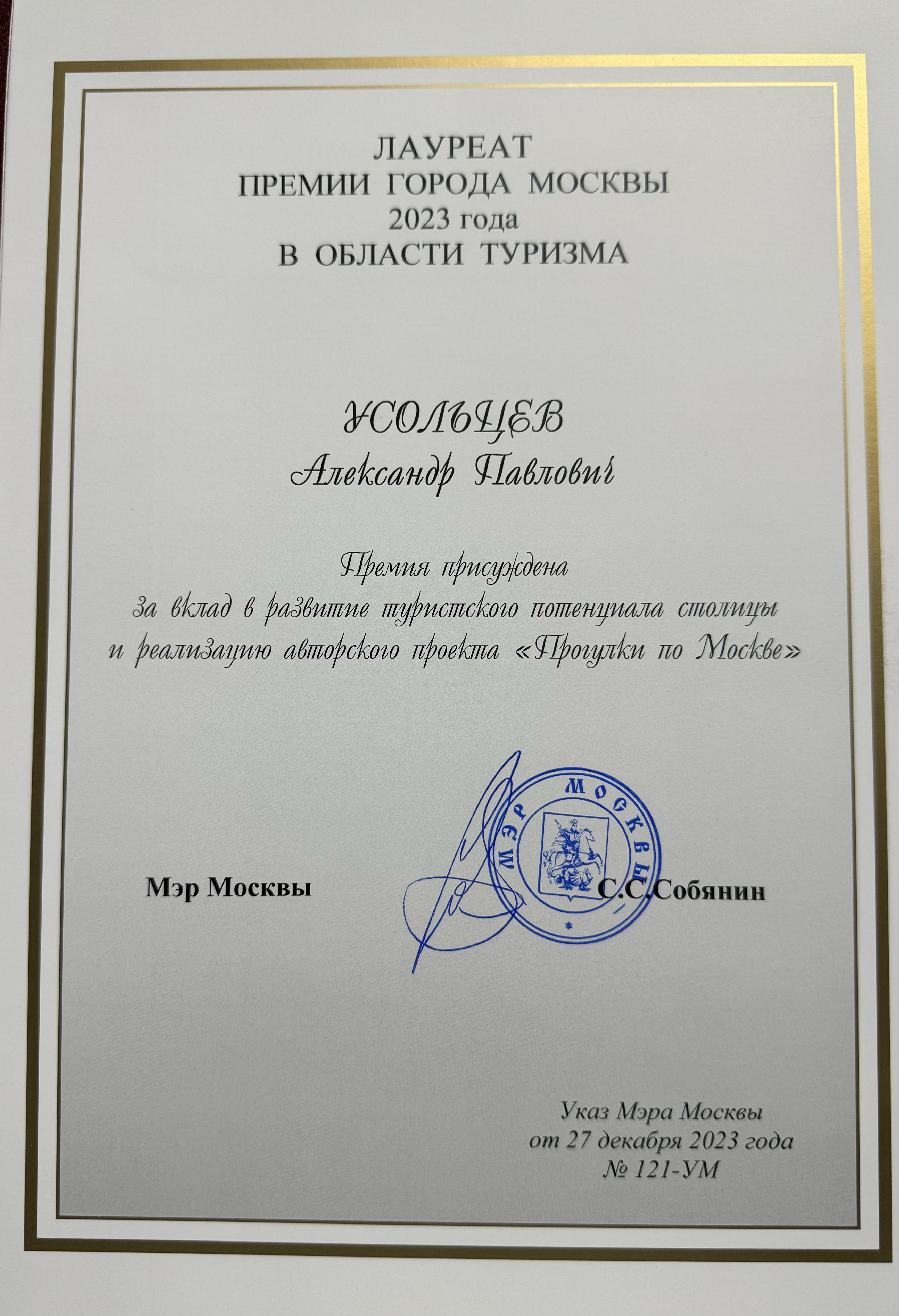
Диплом лауреата премии города Москвы

В настоящее время на YouTube-канале «Прогулки по Москве» регулярно выходят новостные ролики (обычно по пятницам, раз в неделю), в которых Александр Усольцев производит обзор последних актуальных событий в Москве.
Сергей Никитин, москвовед и основатель Москультпрога, позитивно отозвался о проекте «Moscowwalks», который назвал его (наряду с Москультпрогом) составной основой туристического рынка Москвы, отметил выгодное отличие Москвы от других мировых столиц из-за присутствия таких проектов.
По итогам 2022 года Youtube-канал «Прогулки по Москве» стал лауреатом премии Правительства Москвы «Путеводная звезда», как лучший блогер в сфере туризма.
Согласно указу Мэра Москвы С. С. Собянина от 27 декабря 2023 года № 121-УМ Александр Усольцев стал лауреатом премии города Москвы в области туризма за вклад в развитие туристского потенциала столицы и реализацию авторского проекта «Прогулки по Москве».

## Награды
- Серебряная кнопка YouTube.
- Лучший экскурсионный проект по результатам голосования в проекте «Активный гражданин» в 2020 году.
- Лауреат премии Правительства Москвы «Путеводная звезда» за 2022 год.
- Лауреат премии города Москвы в области туризма за вклад в развитие туристического потенциала столицы и реализацию авторского проекта «Прогулки по Москве».

## Личная жизнь
Женат. Воспитывает двух дочерей. Владеет русским, английским, немецким и французским языками.